# Air Armenia
Air Armenia war eine armenische Fluggesellschaft mit Sitz in Jerewan.

## Geschichte
Air Armenia wurde 2003 als Frachtfluggesellschaft gegründet. Nach dem Konkurs der Armavia im März 2013 bot die Air Armenia auch Passagierflüge an. Im Oktober fand der Jungfernflug von Jerewan nach Rostow statt, kurz darauf folgten regelmäßige Flüge nach Moskau. Weitere Flugziele in Russland wie auch zwei wöchentliche Flüge im Winterflugplan 2014/15 nach Frankfurt sollten folgen.
Ende Oktober 2014 wurde bekannt, dass die Fluggesellschaft den Betrieb bis zum 20. Dezember 2014 einstellen werde.
Im Oktober 2015 wurde bekannt, dass ein Minderheitsaktionär Anleihen zeichnete und eine Wiederaufnahme des Flugbetriebs für den Sommer 2016 geplant war, der aber (Stand Mai 2024) nicht erfolgt ist.

## Flotte
Die Flotte bestand mit Stand März 2015 aus einem Airbus A319(CJ/VIP) der für die armenische Regierung betrieben wird.